# Crises
Crises è un album in studio del musicista britannico Mike Oldfield, pubblicato il 27 maggio 1983.

## Copertina
La copertina dell'album appartiene a Terry Ilott e raffigura un uomo appoggiato ad un parapetto che osserva il paesaggio circostante, formato da un cielo verde prato, un'enorme luna, il mare e una torre bagnata da esso. Questo artwork è ispirato alla frase "the watcher and the tower, waiting hour, by hour", che in italiano diventa "l'osservatore e la torre, aspettano ora per ora" di Oldfield, e lo stesso dichiara che "io sono l'uomo nell'angolo, e la torre è la mia musica".

## Descrizione
Il disco vede la partecipazione di diversi collaboratori. Oltre all'abituale cantante Maggie Reilly, è presente Jon Anderson degli Yes (coautore di una canzone) e Roger Chapman, già membro della band Family.
Dall'album furono estratti due singoli: Shadow on the Wall e Moonlight Shadow. Quest'ultimo fu un enorme successo e rimane il brano singolo più venduto e conosciuto di Oldfield.
L'album fu promosso con un tour europeo fra maggio e giugno del 1983. Un ultimo concerto fu tenuto alla Wembley Arena di Londra il 22 luglio, pubblicizzato come il 10º anniversario di Tubular Bells. Brani di questo concerto appaiono nelle riedizioni dell'album del 2013.

## I brani
La title track è la prima traccia dell'album, è una suite di 20 minuti, contenente sezioni vocali, cantate da Oldfield. L'inizio e la fine del brano sono formati da un passaggio di sintetizzatore solista, stilisticamente simile al tema di apertura di Tubular Bells.
Moonlight Shadow, In High Places, Foreign Affair e Shadow On The Wall sono brani cantati e in parte composti da Maggie Reilly (Foreign Affair, Moonlight Shadow), Jon Anderson (In High Places) e Roger Chapman (Shadow On The Wall).
L'unico brano interamente strumentale è Taurus 3, la terza parte di un percorso già intrapreso nei due album precedenti. Si tratta di un breve brano molto movimentato per chitarra a differenza dei precedenti Taurus (inclusi negli album QE2 e Five Miles Out).
L'edizione nordamericana dell'album ha un differente ordine dei brani che include anche il brano Mistake, uscito come singolo nel 1982.

## Riedizioni
Nel 2000 l'album è stato ristampato dalla Virgin Records in versione rimasterizzata, in formato HDCD.
Nel 2013 è uscita una nuova versione rimasterizzata dell'album, questa volta in varie edizioni con tracce bonus, registrazioni dal vivo ed una versione in cofanetto con contenuti video e mix in versione 5.1 surround.

## Tracce

### Prima uscita (1983)

#### Edizione UK & Europa
Lato A
1. Crises – 20:40

Lato B
1. Moonlight Shadow – 3:34
2. In High Places – 3:33
3. Foreign Affair – 3:53
4. Taurus 3 – 2:25
5. Shadow on the Wall – 3:09

- la versione CD riporta gli stessi brani nello stesso ordine.

#### Edizione USA / Canada
Lato A
1. Mistake
2. In High Places
3. Foreign Affair
4. Taurus 3
5. Shadow on the Wall
6. Moonlight Shadow

Lato B
1. Crises

### Edizione rimasterizzata in HDCD (2000)
Virgin, MIKECD 10 - tracce come da versione originale UK /Europa.

### Riedizione rimasterizzata con tracce bonus (2013)
Edizione CD singolo
1. Crises – 20:57
2. Moonlight Shadow – 3:38
3. In High Places – 3:33
4. Foreign Affair – 3:53
5. Taurus 3 – 2:25
6. Shadow on the Wall – 3:10
7. Moonlight Shadow (Unplugged mix) – 3:37
8. Shadow on the Wall (Unplugged mix) – 3:24
9. Mistake – 2:57
10. Crime of Passion (extended version) – 4:12
11. Jungle Gardenia – 2:47
12. Moonlight Shadow (12" single version) – 5:17
13. Shadow on the Wall (12" single version) – 5:10

Edizione CD doppio
"30th anniversary deluxe edition"
CD 1 - come sopra
CD 2 - "Live At Wembley Arena 22nd July 1983"
1. Taurus I
2. Taurus II
3. Crises
4. Moonlight Shadow
5. Shadow on the Wall
6. Family Man

Edizione cofanetto
"30th anniversary box set edition"
CD 1 - come edizione CD singolo
CD 2 - "Live At Wembley Arena 22nd July 1983 - Disc 1"
1. Woodhenge/Incantations Part Three
2. Sheba
3. Ommadawn, Part One
4. Mount Teidi
5. Five Miles Out
6. Tubular Bells, Part One

CD 3 - "Live At Wembley Arena 22nd July 1983 - Disc 2"
1. Taurus I
2. Taurus II
3. Crises
4. Moonlight Shadow
5. Shadow on the Wall
6. Family Man

DVD 1 - Crises At Wembley / Additional Visual Content
1. Crises
2. Tubular Bells, Part One
3. Moonlight Shadow (promotional video)
4. Shadow On The Wall (Promotional Video)
5. Crime Of Passion (Promotional Video)
6. Moonlight Shadow (Top Of The Pops)

DVD 2 
Crises 5.1 Surround Mix By Mike Oldfield - Dolby Digital 5.1
1. Crises – 20:38
2. Moonlight Shadow – 3:38
3. In High Places – 3:33
4. Foreign Affair – 3:53
5. Taurus 3 – 2:25
6. Shadow on the Wall – 3:10
7. Moonlight Shadow (Unplugged mix) – 3:37
8. Shadow on the Wall (Unplugged mix) – 3:24
9. Mistake – 2:57
10. Crime of Passion (extended version) – 4:12
11. Jungle Gardenia – 2:47
12. Moonlight Shadow (12" single version) – 5:17
13. Shadow on the Wall (12" single version) – 5:10

Crises 5.1 Surround Mix By Mike Oldfield - DTS 5.1
- tracce come sopra

## Musicisti
- Mike Oldfield: voce, basso acustico, banjo, basso, chitarra, Fairlight CMI, organi Farfisa e Prophet, arpa, mandolino, Oberheim DMX, DSX e OBXa, percussioni, pianoforte, Roland strings.
- Jon Anderson - voce
- Anthony Glynne - chitarra
- Roger Chapman - voce
- Rick Fenn - chitarra
- Simon Phillips - percussioni
- Maggie Reilly - voce
- Phil Spalding - basso